# Blanca (Hiszpania)
Blanca – gmina w Hiszpanii, w prowincji Murcja, w Murcji, o powierzchni 87,32 km². W 2011 roku gmina liczyła 6493 mieszkańców.